# Lonchocarpus michelianus
Lonchocarpus michelianus är en ärtväxtart som beskrevs av Henri François Pittier. Lonchocarpus michelianus ingår i släktet Lonchocarpus och familjen ärtväxter. Inga underarter finns listade i Catalogue of Life.